# Browns Lane
De Browns Lane Plant was een autoassemblagefabriek van de Ford Motor Company in Coventry in het Verenigd Koninkrijk. De fabriek was het hoofdkwartier van Jaguar Cars en de hoofdproductiesite van dat merk in de tweede helft van de 20ste eeuw. De fabriek kreeg haar naam van de straat waarlangs ze ligt.

## Geschiedenis
Browns Lane werd gebouwd in 1941 voor oorlogsproductie en vervolgens door Jaguar in gebruik genomen in 1951. Het was de hoofdassemblagefabriek en het hoofdkwartier van Jaguar en huisvest het Jaguar Daimler Heritage Trust-automuseum. Tot 1990 werden alle Jaguars hier geassembleerd. In 1957 werd een groot deel van de fabriek verwoest door een grote brand. De fabriek bouwde in het verleden legendarische Jaguar-modellen waaronder de Jaguar E-type. Het merk Jaguar werd in 1989 overgenomen door Ford. In 2004 werd aangekondigd dat de assemblageactiviteiten zouden verhuizen naar nabijgelegen fabrieken. Daarbij verhuisden enkele honderden van de 2000 arbeiders mee naar Castle Bromwich Assembly en Halewood Body & Assembly. Er bleven een 500-tal werknemers over die de houtafwerking van Jaguar, Aston Martin en Land Rover maakten. In 2007 verkocht Ford het grootste deel van het fabrieksterrein aan het Australische Macquarie Goodman dat er kantoren wil neerzetten. In 2008 werden het grootste deel van de fabriek afgebroken. Vervolgens werd er een nieuwe bedrijvenpark genaamd Lyons Park geopend. Jaguars museum is hier nog steeds gevestigd.

## Gebouwde modellen
| Afbeelding | Model         |
| ---------- | ------------- |
|            | Jaguar E-type |
|            | Jaguar XJ     |
|            | Jaguar XK     |
|            | Jaguar S-type |
|            | Jaguar X-type |